# Give a dog a bad name and hang him

Capitolul 13 din Prietenul nostru reciproc al lui Dickens se numește „Dați câinelui un nume rău și spânzură-l”, deoarece povestește modul în care evreul în vârstă, domnul Riah, suferă o reputație proastă de cămătar, chiar dacă este obligat să fie dur de către proprietar, Fascination Fledgeby. Aici, domnul Riah este certat de Jenny Wren: „Tu ești Lupul în pădure, Lupul cel rău!”

Dă-i unui câine un nume rău și spânzură-l este un proverb englez. Înțelesul său este că, dacă reputația unei persoane a fost pătată, atunci va suferi dificultăți și greutăți. Un proverb similar este he that has an ill name is half hanged (cel care are o reputație pătată este pe jumătate spânzurat). 
Proverbul datează din secolul al XVIII-lea sau înainte. În 1706, John Stevens a înregistrat-o ca „Give a Dog an ill name and his work is done” („Dați-i unui câine un nume rău și munca lui este terminată”). În 1721, James Kelly îl avea ca un proverb scoțian - „Dați unui câine un renume pătat, iar el va fi în curând spânzurat. Vorbit despre cei care dau un renume negativ unui bărbat în scopul de a împiedica înaintarea lui”. În Virginia, ea a apărut ca o veche zicală în Norfolk Herald în 1803 — „give a dog a bad name and hang him” — „dați-i unui câine un nume rău și spânzură-l”.
Observația se datorează efectului negativității - faptul că oamenii sunt capabili să se gândească negativ la ceilalți pe dovezi slabe. Acest lucru este apoi consolidat de efectul de confirmare, deoarece oamenii dau mai multă greutate probelor care susțin o concepție preconcepută decât dovezile care o contrazic.